# Гидроксид кобальта(II)
Гидроксид кобальта(II) — неорганическое соединение, гидроксид металла кобальта с формулой Co(OH)2, в зависимости от способа получения имеет окраску розовую или синюю, не растворяется в воде, образует гидраты.

## Получение
- Действие разбавленных щелочей на раствор солей двухвалентного кобальта:

{\displaystyle {\mathsf {CoSO_{4}+2NaOH\ {\xrightarrow {}}\ Co(OH)_{2}\downarrow +Na_{2}SO_{4}}}}
{\displaystyle {\mathsf {CoCl_{2}+2NaOH\ {\xrightarrow {}}\ Co(OH)_{2}\downarrow +2NaCl}}}

## Физические свойства
Свежеосаждённый гидроксид кобальта(II) образует синий или розовый осадок (α-форма) и является гидратом 3Co(OH)2•2H2O.
α-Форма метастабильна и при стоянии переходит в стабильную β-форму — фиолетовые кристаллы, 
гексагональная сингония, пространственная группа P 3m1, параметры ячейки a = 0,3173 нм, c = 0,4640 нм, Z = 1.
Не растворим в воде, р ПР = 14,80.

Варианты окраски гидроксида кобальта(II)
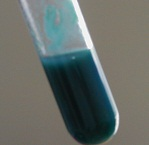
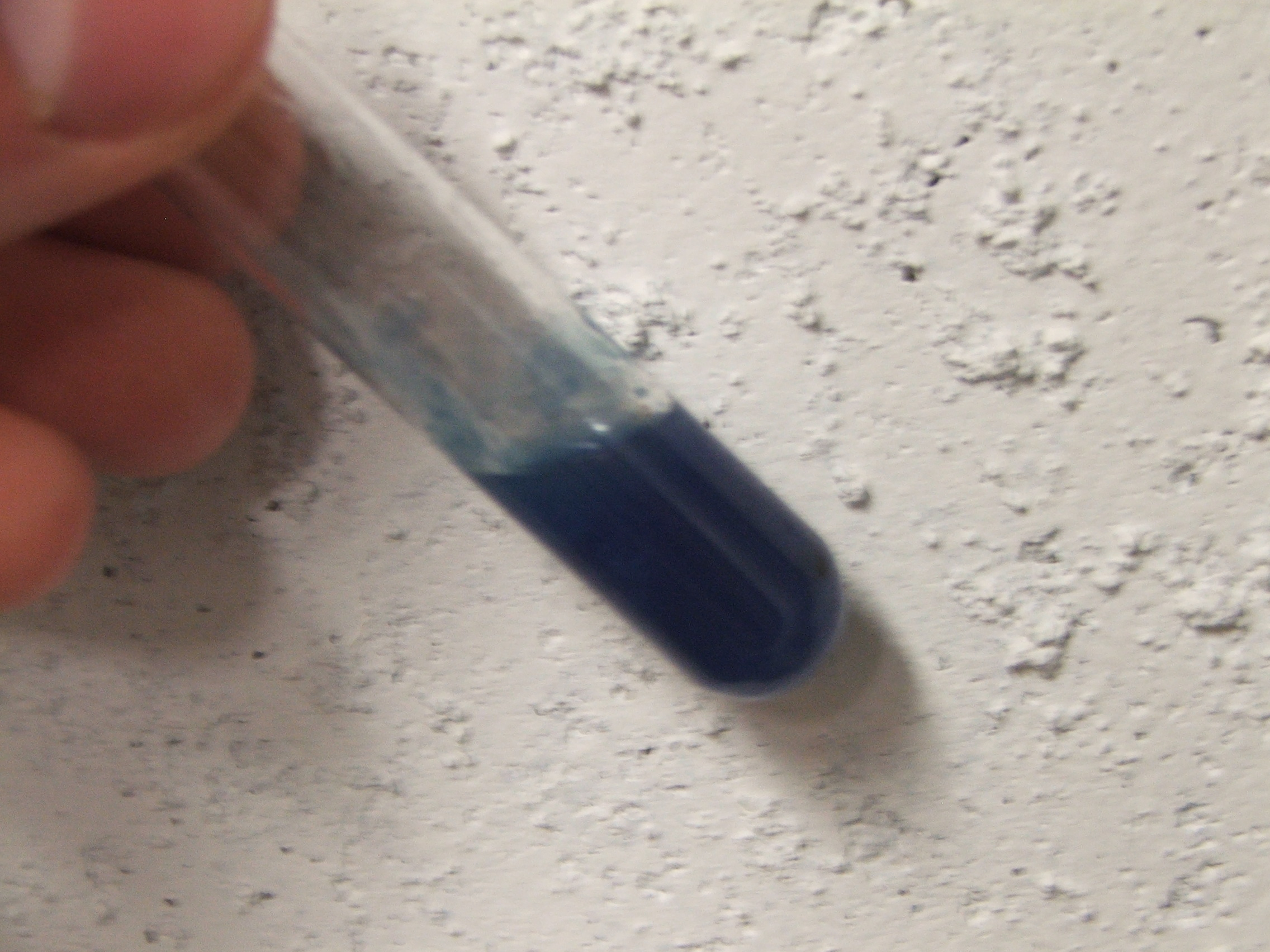
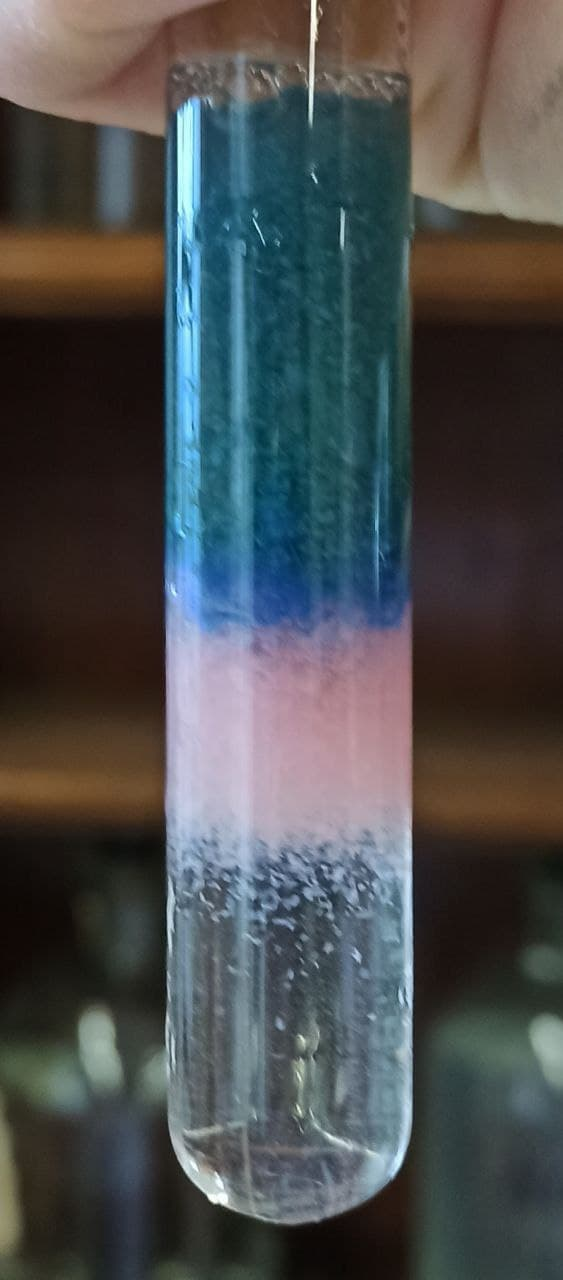
Гидроксид кобальта(II) (розовый) и основные хлориды кобальта(II) (зеленый и голубой). При добавлении избытка щелочи основные соли полностью переходят в розовый гидроксид кобальта(II)
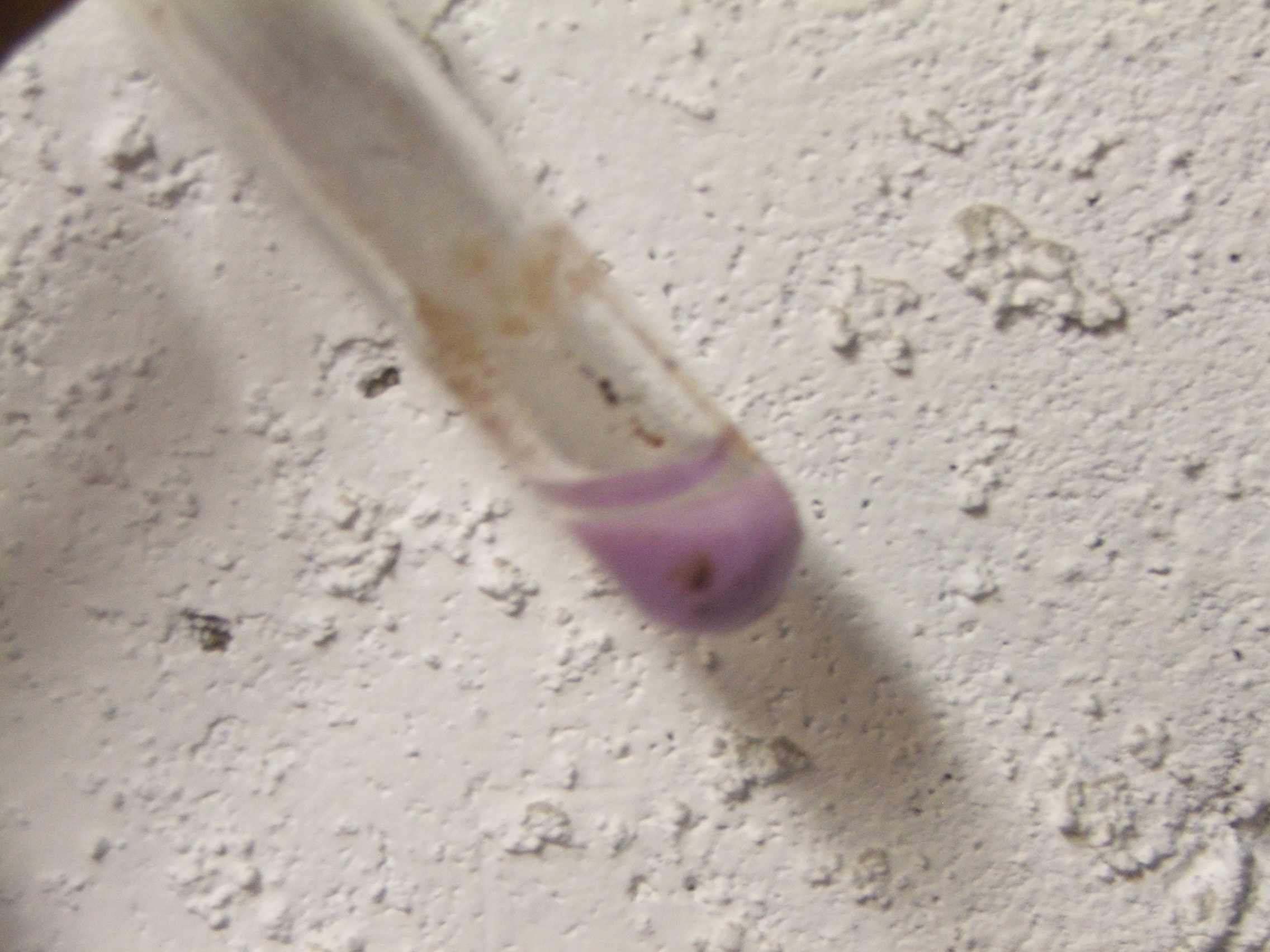

## Химические свойства
- При нагревании в вакууме разлагается:

{\displaystyle {\mathsf {Co(OH)_{2}\ {\xrightarrow {170^{o}C}}\ CoO+H_{2}O}}}
- Реагирует с кислотами:

{\displaystyle {\mathsf {Co(OH)_{2}+2HCl\ {\xrightarrow {}}\ CoCl_{2}+2H_{2}O}}}
- Медленно реагирует с щелочами:

{\displaystyle {\mathsf {Co(OH)_{2}+2NaOH\ {\xrightarrow {\tau }}\ Na_{2}[Co(OH)_{4}]\downarrow }}}
- Из воздуха медленно поглощает углекислый газ:

{\displaystyle {\mathsf {2Co(OH)_{2}+CO_{2}\ {\xrightarrow {\tau }}\ Co_{2}(OH)_{2}CO_{3}+H_{2}O}}}
- Окисляется кислородом под давлением:

{\displaystyle {\mathsf {4Co(OH)_{2}+O_{2}\ {\xrightarrow {100^{o}C,p}}\ 4CoO(OH)\downarrow +2H_{2}O}}}
- Окисляется перекисью водорода при комнатной температуре:

{\displaystyle {\mathsf {2Co(OH)_{2}+H_{2}O_{2}\ \xrightarrow {\ } 2CoO(OH)\downarrow +2H_{2}O}}}